# Some Great Reward
Some Great Reward ist das vierte Studioalbum der britischen Synthiepop-Band Depeche Mode. Es wurde unter anderem bei Hansa Records in Berlin produziert. Some Great Reward war in Deutschland sehr erfolgreich. Es erreichte Platz drei der Charts, die Singles People Are People und Master and Servant Platz eins bzw. zwei. Der Albumtitel ist dem auf dem Album vorzufindenden Lied Lie to Me entnommen.

## Titelliste
1. Something to Do – 3:46
2. Lie to Me – 5:03
3. People Are People – 3:51
4. It Doesn’t Matter – 4:43
5. Stories of Old – 3:12
6. Somebody – 4:27
7. Master and Servant – 4:12
8. If You Want – 4:40
9. Blasphemous Rumours – 6:21

Alle Stücke wurden von Martin Gore geschrieben, bis auf If You Want, das von Alan Wilder stammt. Gore singt auf diesem Album mit It Doesn’t Matter und Somebody zwei Songs, die restlichen singt Dave Gahan.

## Singleauskopplungen
- People Are People – 12. März 1984
- Master and Servant – 20. August 1984
- Blasphemous Rumours / Somebody – 29. Oktober 1984

People Are People brachte Depeche Mode den internationalen Durchbruch. Die Single war die erste der Band, die es in die US-amerikanischen Billboard Hot 100 schaffte; sie kletterte dort gleich bis auf Platz 13.
Blasphemous Rumours / Somebody ist die erste Doppelsingle von Depeche Mode.

## Setlist derSome Great Reward-Tour 1984/1985
1. Master and Servant (instrumental intro)
2. Something to Do
3. Two Minute Warning
4. Puppets
5. If You Want
6. People Are People
7. Leave in Silence
8. New Life
9. Shame
10. - Somebody
  - It Doesn’t Matter
11. - Ice Machine
  - Shake the Disease
12. Lie to Me
13. Blasphemous Rumours
14. Told You So
15. Master and Servant
16. Photographic
17. Everything Counts
18. See You
19. Shout
20. Just Can’t Get Enough

## Kontroversen
Die Singles Master and Servant und Blasphemous Rumours wurden aufgrund ihrer Texte kontrovers diskutiert und – besonders in den USA – von vielen Radiostationen ignoriert.
Master and Servant thematisiert, für die damalige Zeit sehr offen, sexuelle Praktiken: „It’s a lot like life / This play between the sheets / With you on top and me underneath / Forget all about equality / Let’s play master and servant“.
Blasphemous Rumours ist, wie der Titel bereits andeutet (siehe Blasphemie), sehr religionskritisch. Im Song geht es um ein 16-jähriges Mädchen, das zunächst einen Selbstmordversuch überlebt, jedoch als 18-Jährige, durch den Glauben an Jesus Christus zu neuer Lebensfreude gekommen, bei einem Autounfall schwer verletzt wird und später stirbt. Die Geschichte ist an eine wahre Begebenheit angelehnt. Besonders der Refrain provozierte die Kirche: „I don’t want to start / Any blasphemous rumours / But I think that God’s got a sick sense of humour / And when I die I expect to find him laughing“.

## Re-Release
Am 2. Oktober 2006 erschien ein Re-Release von Some Great Reward als SACD und DVD. Es enthält neben den Album-Songs in Mehrkanalton sowie der Dokumentation Depeche Mode 1984: „You can get away with anything if you give it a good tune“ auch folgende Bonustracks:
- If You Want (Live in Basel and Liverpool, Autumn 1984)
- People Are People (Live in Basel and Liverpool, Autumn 1984)
- Somebody (Live in Basel and Liverpool, Autumn 1984)
- Blasphemous Rumours (Live in Basel and Liverpool, Autumn 1984)
- Master and Servant (Live in Basel and Liverpool, Autumn 1984)
- In Your Memory
- (Set Me Free) Remotivate Me
- Somebody (Remix)

## Chartplatzierungen
| ChartsChartplatzierungen       | Höchstplatzierung | Wochen/ Monate |
| ------------------------------ | ----------------- | -------------- |
| Deutschland (GfK)              | 3 (24 Wo.)        | 24 Wo.         |
| Österreich (Ö3)                | 19 (1 Mt.)        | 1 Mt.          |
| Schweiz (IFPI)                 | 5 (17 Wo.)        | 17 Wo.         |
| Vereinigte Staaten (Billboard) | 51 (42 Wo.)       | 42 Wo.         |
| Vereinigtes Königreich (OCC)   | 5 (12 Wo.)        | 12 Wo.         |

| ChartsJahrescharts (1984) | Platzierung |
| ------------------------- | ----------- |
| Deutschland (GfK)         | 58          |

| ChartsJahrescharts (1985) | Platzierung |
| ------------------------- | ----------- |
| Deutschland (GfK)         | 72          |

## Auszeichnungen für Musikverkäufe
| Land/Region                  | Auszeichnungen für Musikverkäufe (Land/Region, Auszeichnung, Verkäufe) | Verkäufe  |
| ---------------------------- | ---------------------------------------------------------------------- | --------- |
| Deutschland (BVMI)           | Gold                                                                   | 250.000   |
| Vereinigte Staaten (RIAA)    | Platin                                                                 | 1.000.000 |
| Vereinigtes Königreich (BPI) | Silber                                                                 | 60.000    |
| Insgesamt                    | 1× Silber · 1× Gold · 1× Platin ·                                      | 1.310.000 |

Hauptartikel: Depeche Mode/Auszeichnungen für Musikverkäufe